# Marijina kapela, Würzburg
Marijina kapela (nemško Marienkapelle) je rimskokatoliška cerkev na trgu Unterer Markt (Spodnji trg) v mestu Würzburg na Bavarskem. Zgrajena je bila v [[gotska arhitektura|gotskem slogu]g v 14. stoletju. Kljub veliki velikosti je po statusu kapela, saj nima župnije. Danes ga upravljata združeni župniji Würzburške stolnice in Kollegiatstift Neumünster.
Kapelo je močno poškodovalo bombardiranje Würzburga v [[druga svetovna vojna|drugi svetovni vojni]g, njeno notranjost pa so uničili plameni. V 1950-ih je bila obnovljena in leta 1962 ponovno posvečena.
Njeni dve najbolj znani umetniški deli, skulpturi Adama in Eve Tilmana Riemenschneiderja, se danes nahajata v muzeju Mainfränkisches Museum in sta bili na kraju samem nadomeščeni s kopijami. V kapeli je pokopan tudi znameniti baročni arhitekt Balthasar Neumann.

## Zgodovina
21. aprila 1349 je bila sinagoga na tem mestu uničena med pogromom. Obstajajo nasprotujoča si poročila o kakršnih koli (lesenih) strukturah, ki so bile postavljene takoj za tem in ali je bilo na mestu vzpostavljeno romanje. Prav tako ni znano ali je bila gradnja Marijine kapele tam mišljena kot sprava za pomor tamkajšnjih Judov ali kot sprava za to, da so prej tolerirali prisotnost Kristusovih morilcev. Gradnja sedanje cerkve se je začela pod škofom Gerhardom von Schwarzburg leta 1377. Ni gotovo, kdaj je bila kapela dokončana. Kor je bil domnevno posvečen leta 1392. Pokopi na mestu so potekali že leta 1411/2. Do leta 1441 je morala biti v veliki meri dokončana, saj jo je škof Sigismund von Sachsen, pregnan iz stolnice, uporabljal kot svojo cerkev. Istega leta se je začela gradnja stolpa, ki jo je vodil Eberhard Friedberger. Streha stolpa je bila dodana leta 1479.:2
Marijina kapela ni bila župnijska cerkev, vendar so zapisi o njeni zgodnji zgodovini pomanjkljivi. Leta 1393 si je kapelo lastila Fürspänger, viteška družba ali red. Leta 1412 je red za kapelo daroval beneficije in šele v 17. stoletju se je kapela imenovala Ritter-Capelle (viteška kapela), npr. na risbi mesta Matthäusa Meriana iz leta 1648. Vendar pa obstajajo tudi dokazi, da je bila Marijina kapela občinska kapela, ki je bila pod nadzorom mestnega sveta (ali Rat). Leta 1415 so oskrbniki prisegli, da bodo odgovorni svetu in tudi škofu. Friedebergerja je leta 1441 zaposlil mestni svet, po letu 1446 pa je ta ustanova imenovala tudi oskrbnike. Po letu 1478 so oskrbniki prejemali svetniško plačo. Leta 1452 je svet sklenil, da bo tukaj potekala maša za vsakega umrlega člana sveta. Vsaj od sredine 16. stoletja je svet uporabljal Marijino kapelo kot svojo kapelo za formalne priložnosti, pri čemer se je odrekel uporabi kapele v mestni hiši, SS. Feliks in Adaukt. Leta 1559 so Fürspängerji zaman poskušali ustaviti navado, da so člane sveta pokopavali v kapeli. Zdi se, da je pokop na tem mestu ostal čast, ki jo je würzburški svet podelil naklonjenim ljudem, kot je slavni arhitekt Balthasar Neumann, ki je bil tam pokopan po smrti leta 1753 (v neoznačenem grobu).
V 1490-ih je svet zaprosil Tilmana Riemenschneiderja in njegovo delavnico, naj notranjim stebrom dodajo skulpture apostolov. Te so sredi 19. stoletja odstranili v muzej in v stolnico. Nadomestile so jih kopije iz 19. stoletja. Originalna Riemenschneiderjeva kipa sv. Doroteje in sv. Magarete, ki sta obkrožala kor, pa sta bila leta 1945 uničena.
Kasnejša gradnja je vključevala dela na stolpu 1556-8. Notranja zahodna galerija je verjetno iz leta 1616. V zgodnjem 18. stoletju so bile prenovljene strehe in na stolpu  postavljena Madona, potem ko je leta 1711 strela uničila prvotno streho stolpa. Baročni vrh stolpa je dodal Josef Greising leta 1719. Jakob van der Auwera je oblikoval skulpturo Madone za streho (1713), ki jo je nato izdelal zlatar Martin Nötzel iz bakra in prekril z zlatom (izdelano iz 400 zlatih dukatov). V letih 1843-53 je Andreas Halbig izvedel veliko obnovo. To delo je vključevalo spremembe na zahodni fasadi in dodano spodnjo galerijo ter rozeto. Leta 1856-7 je bil dodan neogotski zvonik. Takrat je bila obnovljena tudi zlata prevleka na Madoni.
Kapela je bila močno poškodovana zaradi zavezniškega bombardiranja marca 1945. Po prejšnjih zračnih napadih je bila cerkev uporabljena za shranjevanje pohištva, ki je bilo zdaj uničeno v požaru. Ogenj je v celoti uničil notranjost in špirovce. Poznejši boji so dodali škodo zaradi topniškega in letalskega ognja. Marienkapelle je bila obnovljena v letih 1948-61 in ponovno posvečena leta 1962.
Večja prenova je bila izvedena v letih 1996-2003.

## Opis
Kapela je mešanica [[bazilika (zgradba)|bazilike]g in dvoranske cerkve, ki je bila priljubljena v obdobju pozne gotike. Ima tri ladje in pet travej. Glavna ladja je le malo višja od stranskih ladij. Streha sloni na osmerokotnih stebrih. Vzhodni kor se razprostira na treh poljih. Proporci so nekoliko nagnjeni proti navpičnici: na tlorisu 26,5 krat 18 metrov se ladja v središču dviga 21,5 metra, v stranskih ladjah pa 20 metrov.
Cerkev ima tri opazne gotske portale. Južni portal (Brautpforte) iz leta 1430 obdajata skulpturi Adama in Eve. [[Timpanon (arhitektura)|Timpanon]g prikazuje kronanje Device s svetima Barbaro in Katarino. Zahodni portal (Goldene Pforte), izdelan po letu 1430, ima timpanon s Poslednjo sodbo. V osrednjem stebru je bila prej kamnita Madona (Schöne Madonna, ok. 1441), ki je danes v cerkvi (nadomestila jo je kopija v prvotnem okolju). Končno, severni portal iz zgodnjega 15. stoletja prikazuje Marijino oznanjenje.
Riemenschneiderjevi figuri Adama in Eve (dostavljeni leta 1493) sta bili leta 1894 odneseni v muzej (takrat Luitpoldmuseum).
Večina premičnega notranjega okrasja je bila zamenjana v obdobju prenove gotike v 19. stoletju in je bila uničena leta 1945. Sedanji veliki oltar (začetek 16. stoletja) je bil sem prinesen po vojni iz Neumünstra; njegov prejšnji izvor ni povsem jasen.
Čeprav je bila večina nagrobne umetnosti uničena v požaru leta 1945, notranjost še vedno vsebuje številne grobnice in epitafe, kot sta epitaf za Jörga Schrimpfa (um. 1556) Petra Della der Jüngereja in epitaf za Anno Külwein (um. 1563). Najpomembnejši je grob Konrada von Schaumburga († 1499) Tilmana Riemenschneiderja. Ta je bil naročen leta 1500 in je bil prvotno obarvan, oklep je bil zlat. Ta skulptura je bila tudi močno poškodovana v požaru leta 1945 in obnovljena po vojni.
Za Balthasarja Neumanna, ki je ključno prispeval k oblikovanju Würzburške rezidence, ki je bil pokopan v drugem stebru južne ladje, ni bilo nobenega sodobnega spomenika. V petdesetih letih 20. stoletja so mu v spomin dodali bronasto spominsko ploščo.
- Grobnica Konrada von Schaumburga, Tilman Riemenschneider
- Originalni Adam Riemenschneiderja, danes v muzeju v trdnjavi Marienberg.
- Izvirna Eva Riemenschneiderja

Vrh pozlačene Madone, ki krona stolp, se dviga 72 metrov nad tržnico. Čeprav je bombardiranje 16. marca 1945 preživela nepoškodovana, je bila pozneje poškodovana zaradi večkratnega obstreljevanja zavezniških letal med boji v mestu. Po vojni je bila skrbno obnovljena. Skupaj z globusom ob nogah meri kip v višino 5,75 metra in tehta okoli 1200 kg.

## Druga literatura
- Franz Joseph Bendel, Das Bruderschaftsbuch der Ratsbruderschaft an der Marienkapelle in Würzburg aus dem 15. Jahrhundert, in: Würzburger Diözesangeschichtsblätter 7 (1939), p. 1-23.
- Bodo Buczynski, Der Skulpturenschmuck Riemenschneiders für die Würzburger Marienkapelle. Eine Bestandsaufnahme, in: Claudia Lichte (ed.), Tilman Riemenschneider. 1. Band: Werke seiner Blütezeit. Katalog zur gleichnamigen Ausstellung im Mainfränkischen Museum Würzburg, 24. März bis 13. Juni 2004 (Kunst in Franken), Regensburg 2004, p. 174-193.
- Hans Dünninger, Processio Peregrinationis, Teil 1, in: Würzburger Diözesangeschichtsblätter 23 (1961), p. 53-176.
- Max H. von Freeden, Das Totenbuch der Würzburger Marienkapelle, in: Würzburger Diözesangeschichtsblätter 51 (1989), p. 531-535.
- Kurt Gerstenberg, Die Bauplastik der Marienkapelle in Würzburg, in: Zeitschrift für Kunstgeschichte 21 (1958), p. 107-121.
- Elmar Hofmann, Geheimschriften im Herzen Würzburgs: Die Steinmetzzeichen der Marienkapelle, Würzburg 2002.
- Hermann Hoffmann, Die Würzburger Judenverfolgung von 1349, in: Mainfränkisches Jahrbuch für Kunst und Geschichte 5 (1953), p. 91-114.
- Rudolf Edwin Kuhn, Marienkapelle in Würzburg, Würzburg 4. Auflage 1985.
- Stefan Kummer, Architektur und bildende Kunst, in: Ulrich Wagner (ed.), Geschichte der Stadt Würzburg. 1. Band, Stuttgart 2001, pp. 434–436, 444-449.
- Stefan Kummer, Von der Romanik zur Gotik, in: Peter Kolb/Ernst-Günter Krenig (ed.), Unterfränkische Geschichte. 2. Band, Würzburg 1992, p. 603-653.
- Felix Mader (Bearb.), Die Kunstdenkmäler des Königreiches Bayern, Regierungsbezirk Unterfranken und Aschaffenburg. 3. Band, 1. Teil: Stadt Würzburg, München 1915.
- Markus Josef Maier, Ein kolorierter Orgelriß und die Umgestaltung der Würzburger Marienkapelle um 1610, in: Nicole Riegel (ed.), Architektur und Figur. Das Zusammenspiel der Künste. Festschrift für Stefan Kummer zum 60. Geburtstag, München 2007, p. 241-260.
- Wilhelm Pinder, Mittelalterliche Plastik Würzburgs. Versuch einer lokalen Entwickelungsgeschichte vom Ende des 13. bis zum Anfang des 15. Jahrhunderts, Würzburg 1911.
- Bernhard Rösch, Nürnberg, Schwäbisch-Gmünd und der Mittelrhein. Die Würzburger Marienkapelle in der spätgotischen Architektur, in: Mainfränkisches Jahrbuch für Geschichte und Kunst 50 (1998), p. 33-54.
- Bernhard Rösch, Spätmittelalterliche Bauplastik in Franken und am Mittelrhein, Hamburg 2004.
- Wolfgang Schneider, Marienkapelle Würzburg (Kleine Kunstführer 345), Regensburg 3. Auflage 2001.
- Alfons Schott, Aus den ersten Jahrhunderten der Würzburger Marienkapelle, in: Fränkische Heimat. Für Freunde der Heimat. Beilage zur Nordbayerischen Zeitung, Nürnberger Lokalanzeiger, Nürnberger Stadt-Zeitung (1958), pp. 51–52, 54-56, 59-60.
- Ewald Vetter, Tilman Riemenschneiders Adam und Eva und die Restaurierung der Marienkapelle in Würzburg, in: Pantheon 49 (1991), p. 74-87.